# Rikuzentakata
Rikuzentakata (Japans: 陸前高田市, Rikuzentakata-shi) is een stad aan de Grote Oceaan in de prefectuur Iwate in het noorden van Honshu, Japan. De stad heeft een oppervlakte van 232,27 km² en begin 2008 bijna 24.000 inwoners.

## Geschiedenis
Rikuzentakata werd op 1 januari 1955 een stad (shi) door samenvoeging van de gemeentes Takata, Kesen en Hirota plus de dorpen Kotomo, Yonezaki, Yahagi, Takekoma en Yokota.
Bij de Sendai-zeebeving van 2011 werd Rikuzentakata zwaar getroffen: een vloedgolf trof de stad en zette gebouwen lager dan 3 verdiepingen onder water. Hierbij kwamen naar schatting 300 tot 400 mensen om het leven.

## Verkeer
Rikuzentakata ligt aan de Ōfunato-lijn van de East Japan Railway Company.
Rikuzentakata ligt aan de autowegen 45, 340 en 343.

## Aangrenzende steden
- Ichinoseki
- Ōfunato

## Geboren in Rikuzentakata
- Hiroaki Murakami (acteur)
- Toru Kikawada (politicus)